# ジジ・ハディッド
ジェレーナ・ジジ・ノーラ・ハディッド（Jelena Gigi Noura Hadid、([həˈdiːd]、1995年4月23日 - ）は、アメリカ合衆国のファッションモデル、テレビタレント。2014年に雑誌『スポーツ・イラストレイテッド』の水着特集にて、ルーキーのうちの1人に選ばれた。リアリティ番組『ザ・リアル・ハウスワイヴズ・オブ・ビバリーヒルズ』に出演している。

## 生い立ち
ロサンゼルスで生まれた。父はパレスチナ人の不動産開発者、母ヨランダ・フォスターはオランダ人の元ファッションモデル。妹のベラ・ハディッド、弟のアンワル・ハディッドもモデル。マリエル、アラナという実父側の異母姉妹がいる。さらに継父側の異母姉妹が5人いる。両親は離婚後、母親は音楽プロデューサーのデイヴィッド・フォスターと再婚した。
2013年にマリブ高校を卒業。高校時代はバレーボール部の主将を務めた。また、競走馬の騎手もしていた。高校卒業後、勉強とモデル業に集中するためにニューヨーク市に引っ越した。2013年にニュースクール大学に入学。

## 経歴
2歳の時に、ゲスの創設者ポール ・マルシアーノにベイビー・ゲスのモデルとして見いだされ、モデルとしての経歴を開始した。学業に専念するためにモデル業を一時休止したが、2011年にIMGモデルと契約。2012年にゲスのキャンペーンに復帰した。
2014年2月、ニューヨーク・コレクションのデシグアルのショーでランウェイデビュー。ハディッドは、『シェーン!』、『ヴォーグ』（スペイン、オーストラリア、ブラジル、オランダ版）、『ティーン・ヴォーグ』、『ELLE』、『ハーパーズ バザー』の表紙を飾った。加えて、『VMAN』『ELLE』『GRAZIA』『クレオ』『ヴォーグ』 『スポーツ・イラストレイテッド』『ピープル』のエディトリアルに登場した。2014年には、多くの雑誌とカリーヌ・ロワトフェルドによるファッション雑誌『CRファッション・ブック』の表紙に起用された。
2014年4月に発表されたオーストラリアの歌手コーディー・シンプソンのシングル『サーフボード』のミュージックビデオに出演。5月に発表されたミゲルの『Simplethings』のビデオに出演。どちらのビデオでも恋人役を演じている。7月、トム・フォードのアイウェアブランドの秋/冬の広告に、俳優でモデルのパトリック・シュワルツェネッガーと共に起用された 。9月に開催された雑誌『デイリー・フロント・ロウ』によるファッション・メディア賞の共同司会を務めた。
2015年、ピレリのカレンダーに起用された。同年1月にメイベリンのブランドアンバサダーに抜擢される。5月までに、マーク・ジェイコブス、シャネル、マイケル・コース、ジャン・ポール・ゴルチエ、マックスマーラのショーに出演。11月には、ヴィクトリア・シークレットのファッションショーに初出演した。
2016年1月、恋人、ゼイン・マリクの『Pillowtalk』のPVに出演。
2016年世界モデル長者番付では900万ドル（約9億2,800万円）を稼ぎ、5位にランクインを果たした。
2023年7月10日、大麻の所持の罪で逮捕される。

## 私生活
2013年から2015年まで歌手のコーディー・シンプソンと交際。
2015年からゼイン・マリクと交際しており、2016年5月号『ヴォーグ』のファッション特集では一緒に紹介された。ゼインの「pillowtalk」という曲に出演している。ゼインとは数回交際してから別れる関係。2020年4月28日、ゼインとの間に第一子となる娘ができ、ジミー・ファロン司会の番組で妊娠20週目だと明らかにした。2020年9月23日、娘を出産した。2021年10月、ゼインがジジの母ヨランダに暴力を振るったとの報道の後、２人の破局が報じられた。

## 出演作品

### 映画とテレビ番組
| 年          | 題名                                 | 役         | 備考                                             |
| ----------- | ------------------------------------ | ---------- | ------------------------------------------------ |
| 2015年      | Those Wrecked by Success             | 本人       | 短編映画                                         |
| 2012年      | Virgin Eyes                          | アンドレア | 短編映画                                         |
| 2012年–現在 | The Real Housewives of Beverly Hills | 本人       | 定期的に出演するキャストメンバー(シーズン3–現在) |
| 2016年      | Lip Sync Battle                      | 本人       | エピソード『Gigi Hadid vs. Tyler Posey』         |

### ミュージック・ビデオ
| 年     | 題名                  | アーティスト           | 役               |
| ------ | --------------------- | ---------------------- | ---------------- |
| 2014年 | サーフボード          | コーディー・シンプソン | 本人             |
| 2014年 | Simplethings          | ミゲル                 | 恋愛対象         |
| 2015年 | バッド・ブラッド      | テイラー・スウィフト   | スレイZ          |
| 2015年 | フラワー              | コーディー・シンプソン | 本人             |
| 2015年 | How Deep Is Your Love | カルヴィン・ハリス     | 恋する少女       |
| 2015年 | Cake by the Ocean     | DNCE                   | ビデオの共同監督 |
| 2016年 | Pillowtalk            | ゼイン・マリク         | 恋人             |

## 受賞と候補
| 年     | 賞                                      | 部門                                              | 結果       |
| ------ | --------------------------------------- | ------------------------------------------------- | ---------- |
| 2015年 | First Annual Fashion Los Angeles Awards | 年間モデル賞                                      | 受賞       |
| 2015年 | ティーン・チョイス・アワード            | モデル部門                                        | ノミネート |
| 2015年 | Models.com Industry Awards              | 年間モデル賞 女性部門(読者選出)                   | 受賞       |
| 2015年 | Models.com Industry Awards              | 次点年間最優秀モデル 女性部門(業界人選出)         | 受賞       |
| 2015年 | Models.com Industry Awards              | ソーシャルメディア・スター 女性部門(業界人選出)   | 受賞       |
| 2015年 | Models.com Industry Awards              | 次点ソーシャルメディア・スター 女性部門(読者選出) | 受賞       |